# John Hung Shan-chuan
John Hung Chinês: Hung Shan-Chuan, S.V.D. (chinês 洪山川, Pinyin Hóng Shānchuān, nascido em 20 de novembro de 1943 na ilha de Penghu) é um religioso taiwanês e arcebispo católico romano emérito de Taipei em Taiwan.
Hung Shan-Chuan entrou no noviciado dos Missionários Steyler nas Filipinas em 1967. Em 1973, fez os votos perpétuos e foi ordenado sacerdote em 23 de junho do mesmo ano em Tagaitay, Filipinas.
Após a ordenação, foi pároco em Chuchi e Chiayi (1975-1977), professor de inglês e funcionário da Escola Fu Jen em Chiayi (1977-1979), secretário das comissões para a missão e leigos da Conferência Episcopal e guia espiritual para o jovem trabalhador cristão (1979-1981).
Ele estudou educação na Universidade Católica da América em Washington (1981–1986) e recebeu seu doutorado lá como Doutor em Educação. Ele foi então Professor Associado e Decano no Centro Católico da Universidade Fu Jen (1986–1987), Decano de Assuntos Estudantis na Universidade Fu Jen, Comissário para a Pastoral Carcerária, Supervisor Espiritual de Missões Leigas na Arquidiocese de Taipei (1987–1991 ), Reitor da Escola Católica Fu Jen em Chiayi e professor da Universidade Católica de Taipei de 1992 até sua nomeação como bispo.
Foi eleito membro do Conselho Provincial dos Missionários Steyler três vezes e foi vice-provincial durante um mandato.
Papa Bento XVI o nomeou bispo de Chiayi em 16 de janeiro de 2006. O ex-bispo de Kaohsiung, o cardeal Paul Shan Kuo-hsi SJ, doou-lhe a ordenação episcopal em 28 de fevereiro do mesmo ano; Os co-consagradores foram Joseph Cheng Tsai-fa, arcebispo de Taipei, e Peter Liu Cheng-chung, bispo de Kaohsiung. Em 9 de novembro de 2007, foi nomeado arcebispo de Taipei.
O Papa Francisco aceitou sua renúncia relacionada à idade em 23 de maio de 2020.